# 入夏
入夏（いるか、1993年9月3日 - ）は、日本のモデル。神奈川県出身。NLINEに所属。

## 略歴
小学2年生の頃からモデル事務所に所属、中学生で本格的に活動を開始。高校卒業後、短期でニューヨークで生活した。
2015年、Numero TOKYO編集部が今注目している“itガール”に選ばれた。
2016年、デザイナーデビューを果たした。

## 人物
母は1980年代に活動した女性アイドルグループ「少女隊」のミホこと藍田美豊。
趣味はファッションアイテムのカスタマイズ、ショッピング、読書。特技はクラシックバレエ、ギター、フランス語、英語。小さいころは水泳を習っていた影響で今も水泳が好き。

## 出演

### 雑誌
- VOGUE JAPAN（コンデナスト・ジャパン）
- GINZA（マガジンハウス）
- 装苑表紙（文化出版局）
- SPUR（集英社）
- SPUR pink（集英社）
- NYLON JAPAN（トランスメディア）
- SWAK（MATOI PUBLISHING）
- ELLE girl（講談社）
- M girl（MATOI PUBLISHING）
- WWD Japan（INFASパブリケーションズ）
- DAZED & CONFUSED JAPAN（トランスメディア）
- BAILA（集英社）
- GINGER（幻冬舎）
- commons&sense（河出書房新社）
- an・an（マガジンハウス）
- VoCE（講談社）
- FRaU（講談社）
- 花椿（資生堂）
- sweet（宝島社）
- リンネル（宝島社）
- SHEL’TTER（カエルム）
- UOMO（集英社）
- MEN'S NON-NO（集英社）
- spring（宝島社）
- ku:nel （マガジンハウス）

### スチール
- YUMMY MART[10]
- GU
- アディダス
- Westwood Outfitters
- 森永乳業
- 任天堂
- パイオニア
- PEARLY GATES
- VIVRE
- DIESEL
- JOINUS the DIAMOND yokohama
- AIRE
- tsumori chisato sleep
- M.& KYOKO
- COCUE
- CABIN
- Kappa
- et jeans

### TVCM
- 三菱自動車「MINICAB MiEV」[11]
- 大王製紙「megami」
- 富士フイルム「企業」
- 明治乳業「企業」

### ショー
- Agnes b.
- THEATER PRODUCTS
- mintdesigns
- LIMI feu
- HIDENOBU YASUI
- furfur
- motonari ono
- support surface
- MIKIO SAKABE
- Calcium
- 東京ガールズコレクション2015A/W[12]
- 東京ガールズコレクション2016S/S[13]
- 東京ガールズコレクション2017S/S[14]